# 鯨羊羹 (宮崎市)

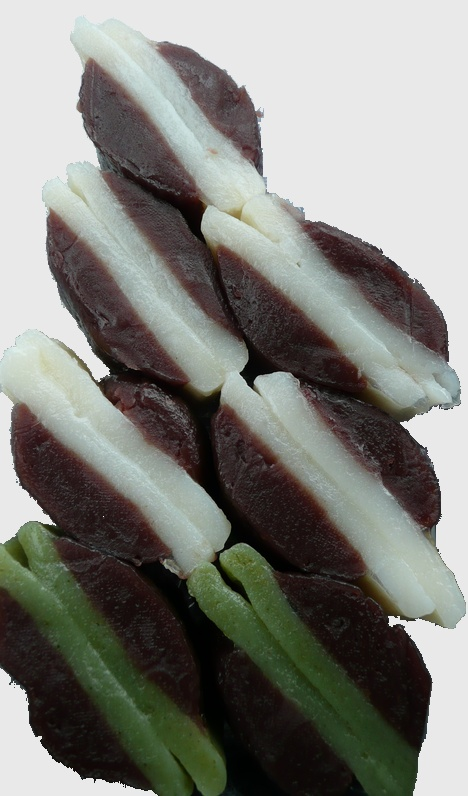
くじらようかん（新富町内で撮影）

鯨羊羹（鯨ようかん、くじら羊羹、くじらようかん）は、宮崎県宮崎市（旧宮崎郡佐土原町）の銘菓。広島県尾道市の鯨羊羹とは別種。

## 概要
米の粉を蒸したものをあんこで挟んだ和菓子である。日持ちがしないため、「菓子の刺身」とも言われる。佐土原藩主の島津惟久の幼少期に、母の松寿院が「鯨のように大きく、たくましく育つように」と願って作らせたのがはじまりとされる。
2021年には、スポーツ選手向けの同商品が発売された。